# 学校設置者等及び民間教育保育等事業者による児童対象性暴力等の防止等のための措置に関する法律
学校設置者等及び民間教育保育等事業者による児童対象性暴力等の防止等のための措置に関する法律（がっこうせっちしゃなどおよびみんかんきょういくほいくとうじぎょうしゃによるじどうたいしょうせいぼうりょくとうのぼうしとうのためのそちにかんするほうりつ、令和6年6月26日法律第69号）は、「日本版DBS」制度の創設に関する日本の法律である。通称：こども性暴力防止法、日本版DBS法。

## 概要

### 経緯
2024年6月19日、子供と接する職場で働く者の性犯罪歴を雇用主側が確認する「日本版DBS」制度の創設を盛り込んだ「学校設置者等及び民間教育保育等事業者による児童対象性暴力等の防止等のための措置に関する法律」（通称：こども性暴力防止法、日本版DBS法）が参議院本会議で全会一致により可決、成立した。

### 趣旨
こども家庭庁は、本法の趣旨について、「児童対象性暴力等が児童等の権利を著しく侵害し、児童等の心身に生涯にわたって回復し難い重大な影響を与えるものであることに鑑み、児童等に対して教育、保育等の役務を提供する事業を行う立場にある学校設置者等及び認定を受けた民間教育保育等事業者が教員等及び教育保育等従事者による児童対象性暴力等の防止等の措置を講じることを義務付けるなどする。」としている。

## 犯罪事実確認の仕組み等（日本版DBS制度）
- 犯罪事実確認の仕組み等
  - 対象事業者が内閣総理大臣に対して申請従事者の特定性犯罪の事実を確認する仕組みを創設する。
  - 当該仕組みにおいては、対象となる従事者本人も関与する仕組みとする。
  - 内閣総理大臣は、対象事業者から申請があった場合、以下の期間における特定性犯罪の前科の有無について記載した犯罪事実確認書を対象事業者に交付する。
    - 拘禁刑の判決を受け、服役した者：刑の執行終了等から20年
    - 拘禁刑の執行猶予判決を受け、猶予期間を満了した者：裁判確定日から10年
    - 罰金刑の処された者：刑の執行終了等から10年

  - ただし、前科がある場合は、あらかじめ従事者本人に通知。
  - 本人は通知内容の訂正請求が可能

- 犯罪事実確認書等の適正な管理
  - 情報の厳正な管理
  - 一定期間経過後の廃棄等
- この法律案に定める義務に違反した場合には児童福祉法等に規定する報告徴収等の対象となること等を関連法令（学校教育法、児童福祉法、就学前の子どもに関する教育、保育等の総合的な提供の推進に関する法律）に規定
- 施行後3年後の見直し・検討規定を設ける[3]

## 内容

### 特定性犯罪の定義（2条7項）
- 刑法
  - 不同意わいせつ（176条）同致死傷
  - 不同意性交等（177条）・同致死傷
  - 監護者わいせつ（179条1項）・同致死傷
  - 監護者性交等（同条2項）・同致死傷
  - 強盗・不同意性交等・同致死傷（241条）
  - 上記の罪の未遂罪
  - 16歳未満の者に対する面会要求等（182条）
- 特別刑法
  - 常習強盗・不同意性交等罪（盗犯等防止法4条）
  - 「児童に淫行をさせる行為」（児童福祉法34条1項7号、60条1項）
  - 児童買春・児童ポルノ法違反
    - 児童買春（4条）
    - 児童買春周旋（5条）
    - 児童買春勧誘（6条）
    - 児童ポルノ所持、提供（7条）
    - 児童買春等目的人身売買等（8条）

  - 性的姿態撮影等処罰法違反
    - 性的姿態等撮影（2条）
    - 性的影像記録提供等（3条）
    - 性的影像記録保管（4条）
    - 性的姿態等影像送信（5条）
    - 性的姿態等影像記録（6条）
- 都道府県の条例
  - 迷惑防止条例違反
    - みだりに人の身体の一部に接触する行為（痴漢）
    - 盗撮行為
    - みだりに卑わいな言動をする行為

  - 児童と性交し、又は児童に対しわいせつな行為をする行為（児童淫行）

### 学校設置者等及び民間教育保育等事業者の責務等（3条～32条）
- 学校設置者等及び民間教育保育等事業者の責務等
  - 学校設置者等（学校、児童福祉施設等）及び民間教育保育等事業者（学習塾等）について、その教員等及び教育保育等従事者による児童対象性暴力等の防止に努めること
  - 被害児童等を適切に保護する責務を有すること
- 学校設置者等が講ずべき措置
  - 教員等に研修を受講させること、児童等との面談・児童等が相談を行いやすくするための措置
  - 教員等としてその業務を行わせる者について、特定性犯罪前科の有無の確認
  - 児童対象性暴力等が行われるおそれがある場合の防止措置（教育、保育等に従事させないこと等）を実施
  - 児童対象性暴力等の発生が疑われる場合の調査、被害児童等の保護・支援

- 民間教育保育等事業者の認定及び認定事業者が講ずべき措置
  - 認定事業者には前掲の学校設置者等が講ずべき措置と同等の措置実施を義務付け
  - 認定事業者に対する内閣総理大臣の監督権限の規定を創設
  - 内閣総理大臣は、措置を実施する体制が確保されている事業者について、認定・公表